# Piamonte
Piamonte (en italiano: Piemonte; en piamontés, occitano y arpitano: Piemont) es una de las veinte regiones que conforman la República Italiana. Su capital y ciudad más poblada es Turín. Está ubicada en Italia noroccidental, limitando al norte con Valle de Aosta y Suiza, al este con Lombardía, al sureste con Emilia-Romaña, al sur con Liguria y al oeste con Francia. Con 25 402 km² es la segunda región más extensa del país, por detrás de Sicilia. Forma parte de la Eurorregión Alpes-Mediterráneo, y es una de las regiones de Italia con mayor cantidad de exportaciones, con un PIB de 130 000 millones de euros.

## Etimología
El nombre de Piamonte procede del latín medieval Pedemontium o Pedemontis, esto es "ad pedem montium", lo que significa "a los pies de las montañas" (registrado en documentos de finales del siglo XIII) o piedemonte.

## Geografía física

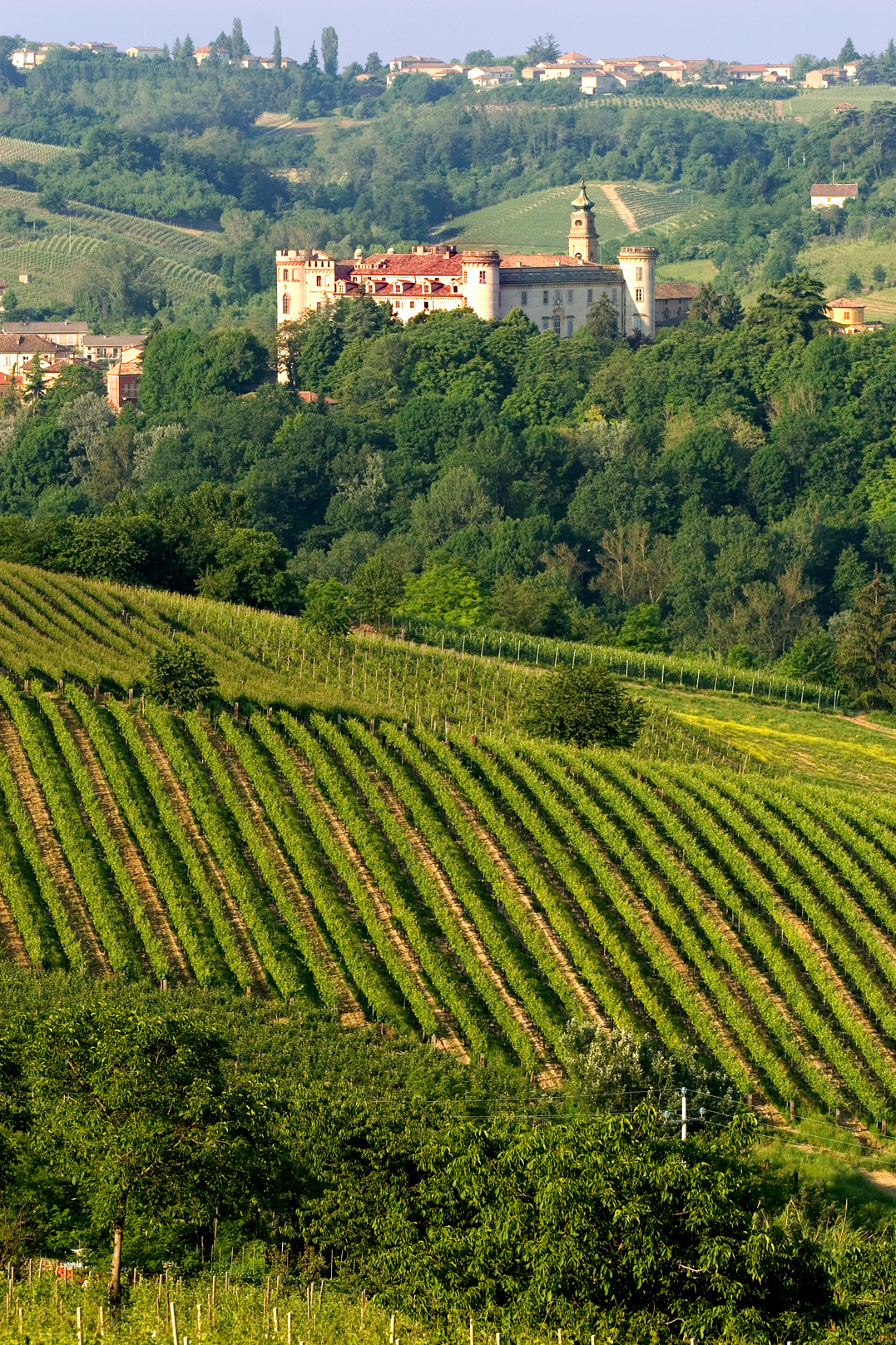
Paisaje en el Monferrato.

El Piamonte, situado en la parte más occidental de Italia continental, está rodeado de montañas por tres de sus lados, los Alpes occidentales, desde el paso de Tenda hasta el Simplón. Sus picos más altos son el monte Rosa (4638 m s. n. m.), el Cervino (4482 m s. n. m.), el Gran Paradiso (4061 m s. n. m.) y el Monviso (3841 m s. n. m.), donde nace el río Po. La geografía del Piamonte es 43,3% montañosa, junto con extensas zonas de colinas (30,3%) y llanuras (26,4%). Los Alpes van descendiendo poco a poco hacia el sur, aunque no siempre, pues a veces hay una brusca transición desde las montañas a las llanuras; y llega al final a una llanura que está formada por depósitos y aluviones del Cuaternario. Es la gran llanura padana, constituida por el sistema hidrográfico del Po y de sus numerosos afluentes, en los que destacan el Dora Baltea y el Tanaro. Al sur del Po hay una zona de mesetas del Terciario cuya altitud oscila entre los 400 y los 900 metros.
El principal río del Piamonte es el Po, que surge de las laderas del Monviso en el oeste de la región y recoge todas las aguas proporcionadas dentro del semicírculo de montañas (Alpes y Apeninos) que rodean la región por tres lados.
El Piamonte tiene un clima continental, con unas lluvias que se encuentran entre los 700 y los 1400 mm al año.
El paisaje es muy variado: se pasa de los encrespados picos de los macizos del Monte Rosa o del parque nacional del Gran Paraíso hasta los húmedos arrozales de Vercelli o Novara, desde las suaves colinas de las Langhe y de Monferrato hasta las llanuras.
El porcentaje del territorio que es un área protegida es el 7,6%. Hay 56 parques naturales diferentes, nacionales o regionales.

## Historia

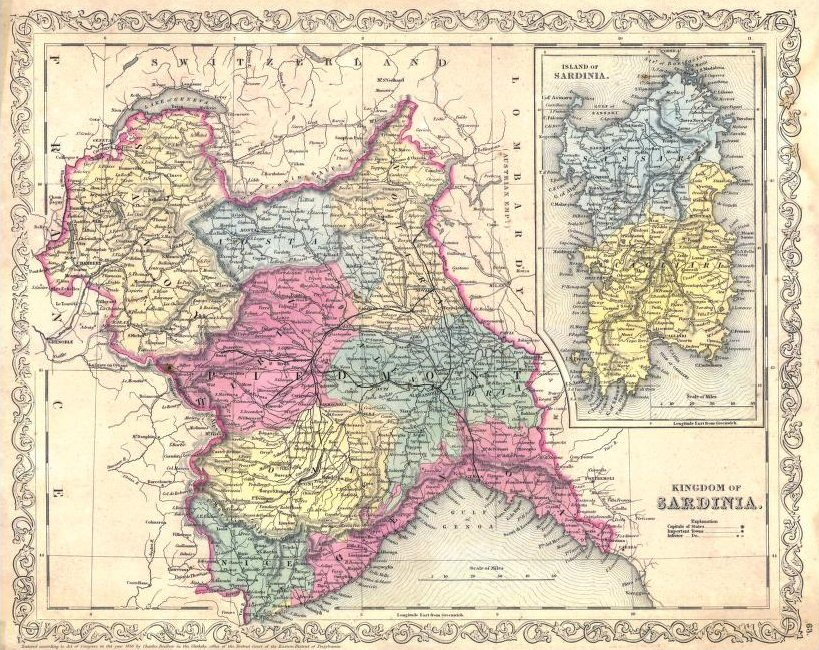
Reino de Cerdeña-Piamonte en 1856.

Piamonte estuvo habitada a principio de los tiempos históricos por tribus celto-ligures como los taurinos y los salasios. Más tarde fueron sometidos por los romanos (h. 220 a. C.), quienes fundaron varias colonias allí, incluyendo Augusta Taurinorum (Turín) y Eporedia (Ivrea). Después de largas excavaciones arqueológicas salieron a la luz testimonios de arte romano en Susa, Asti, Turín y Acqui y en las antiguas ciudades de Libarna e Industria.
Después de la caída del Imperio romano de Occidente, la región se vio repetidamente invadida. Primero fueron los burgundios, luego los godos (siglo V) y después los bizantinos. Los lombardos llegaron en el siglo VI, y dividieron el territorio en ducados. Más tarde (773) fueron los francos los que se hicieron con esta región. Los carolingios organizaron el territorio en condados que rivalizaban entre sí: Turín, Ivrea, Vercelli, Asti, Novara (Turín e Ivrea eran los feudos más poderosos). El marqués de Ivrea unificó gran parte del territorio en el siglo IX. En los siglos IX-X hubo más incursiones de los magiares y los sarracenos. En esa época el Piamonte, como parte del Reino de Italia dentro del Sacro Imperio Romano Germánico, se vio subdividido en varias marcas, como la de Monferrato. En 1046, Otón I de Saboya añadió el Piamonte a su principal territorio de Saboya, con capital en Chambéry (hoy en Francia). Otras zonas permanecieron independientes, como las poderosas comunas de Asti y Alessandria y los marquesados de Saluzzo y Monferrato. Precisamente en esta época, a finales del siglo XII, se documenta por vez primera la denominación de la región como Pedemontium.

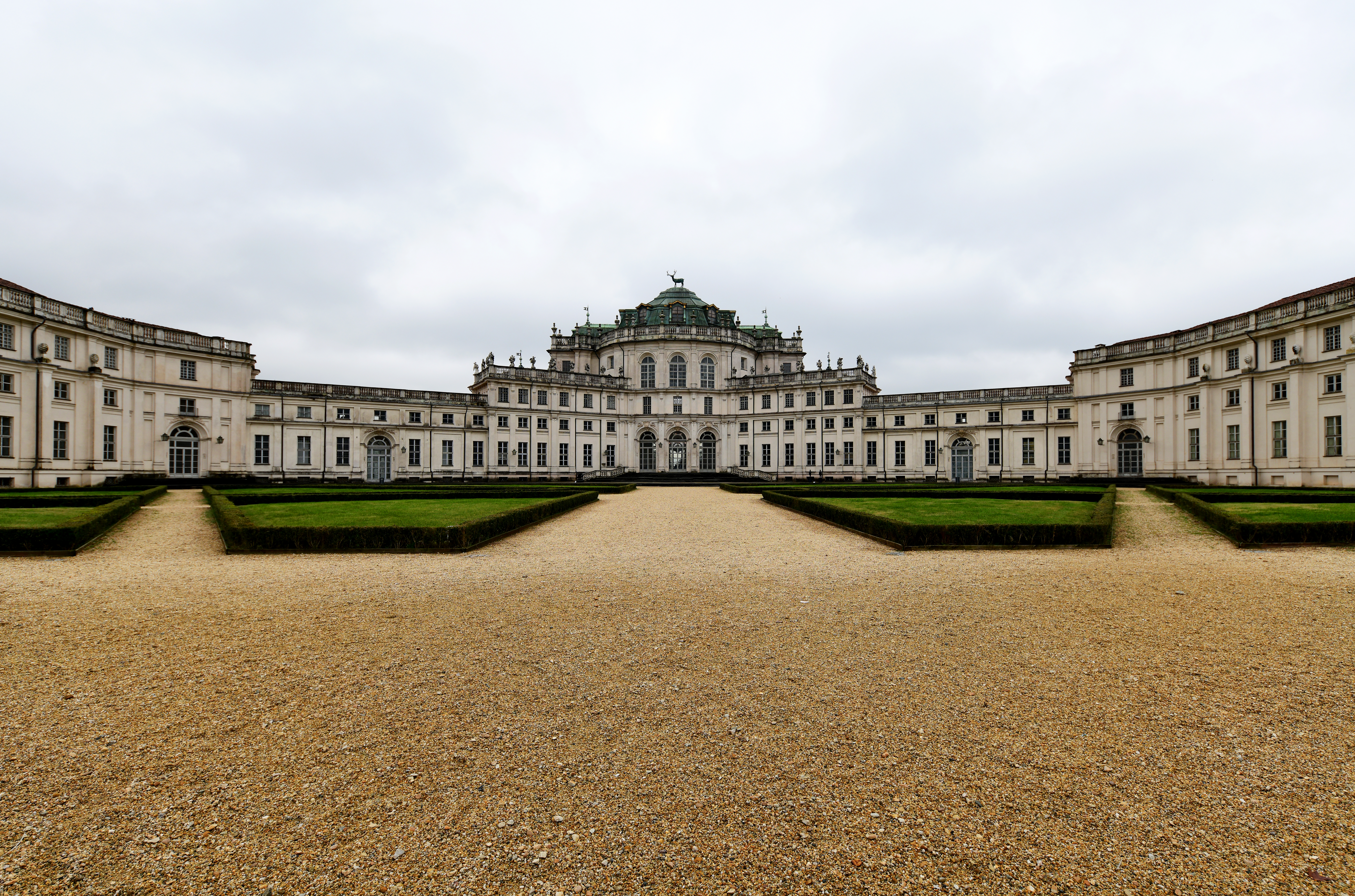
El Pabellón de caza de Stupinigi, en Nichelino, es un lugar patrimonio de la Humanidad declarado por la Unesco.

En el siglo XIV, el territorio quedó unificado bajo el gobierno de la casa de Saboya, con dirigentes como Amadeo VI, llamado "el Conde Verde", que consiguió contener los deseos expansionistas de los Visconti, señores de Milán y comenzaron la unificación del territorio regional. El condado de Saboya fue elevado a Ducado en el año 1416. En 1559 Manuel Filiberto consiguió devolver la independencia de Francia, y trasladó la sede del Piamonte a Turín en 1563. Los franceses, no obstante, ocuparon el Piamonte en el año 1631. Para el año 1706 los Saboya, con ayuda austríaca, recuperaron la independencia, lo que les permitió aumentar sus territorios y comprar Sicilia, que más tarde cambiaron por Cerdeña. En 1720, el duque de Saboya se convirtió en rey de Cerdeña, fundando lo que con el tiempo evolucionó hasta convertirse en el Reino de Cerdeña-Piamonte e incrementando la importancia de Turín como una capital europea.

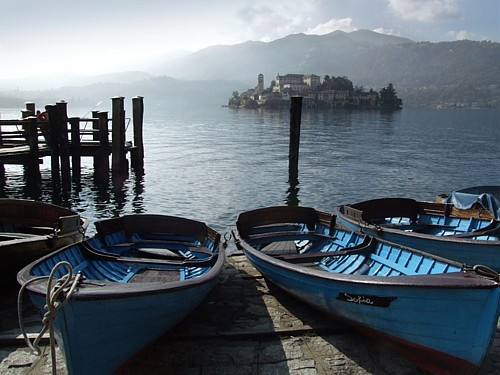
Orta San Giulio, Lago d'Orta.

La República de Alba se creó en el año 1796 como una república cliente de Francia en el Piamonte, lo que hizo que el rey Carlos Manuel IV tuviera que refugiarse, dos años después, en Cerdeña, donde estuvo hasta el año 1814. La zona fue absorbida por Francia en el año 1801. En junio de 1802 se estableció en el Piamonte una nueva república cliente, la República Subalpina, y en septiembre del mismo año fue nuevamente anexionada. En el congreso de Viena, el Reino de Cerdeña-Piamonte fue restaurado, y más aún, recibió la República de Génova para fortalecerla contra Francia.
Piamonte fue un trampolín inicial para la unificación italiana en 1859-1861, después de unas guerras poco exitosas contra el Imperio austriaco en 1820-1821 y 1848-1849. Este proceso es a veces aludido como Piamontización. Sin embargo, los esfuerzos se vieron más adelante contradichos por los de los granjeros rurales. En el año 1860 el Piamonte participó en las Guerras de Independencia contra Austria, consiguiendo constituir un Reino de Italia. El reino de Piamonte-Cerdeña fue el que lideró la reunificación italiana, y su monarca, Víctor Manuel II, se convirtió en el primer rey de Italia en el año 1861. La capital del nuevo estado fue Turín durante el periodo de 1861 a 1865. Sin embargo, la adición de territorio paradójicamente redujo la importancia del Piamonte en el reino, y la capital se trasladó a Florencia primero y a Roma después. Un reconocimiento que queda del papel histórico del Piamonte fue que el príncipe heredero de Italia era conocido con el título de príncipe del Piamonte.

## Geografía humana

### Demografía

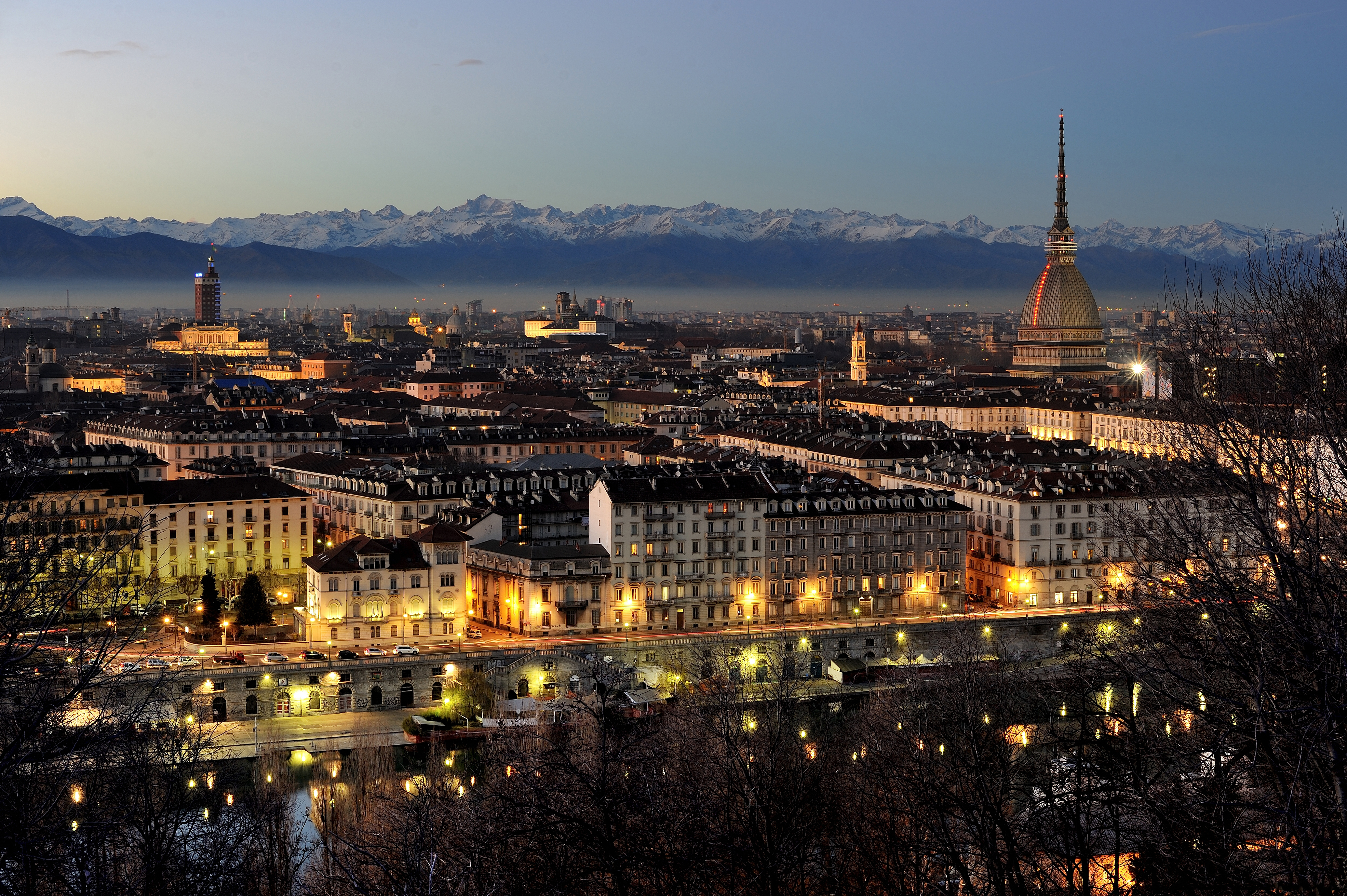
Vista de Turín desde el Monte dei Cappuccini.

La población de Piamonte es de 4.450.359 habitantes (2010), con una densidad de 175,20 hab./km², que es inferior a la media nacional, que en el año 2008 era de 200 hab./km². Se eleva sin embargo hasta 335 hab./km² cuando se considera sólo la Ciudad metropolitana de Turín, mientras que Verbano-Cusio-Ossola es la provincia menos densamente poblada (72 hab./km²). La población del Piamonte siguió una tendencia descendente durante los años ochenta. Esta caída es el resultado de un crecimiento negativo de la población (alrededor del 3 al 4% por año), mientras que el equilibrio migratorio desde el año 1986 se ha convertido de nuevo en positivo debido a que la nueva inmigración supera el número estable de la emigración. La población en su conjunto ha permanecido estable en los años noventa, aunque esto es el resultado de un balance natural negativo y una migración neta positiva. En el año 2008, el Instituto nacional italiano de estadística (ISTAT) estimó que 310 543 inmigrantes nacidos en el extranjero viven en el Piamonte, lo que equivale al 7,0% de la población total de la región. A fecha de 31 de diciembre de 2009 los ciudadanos extranjeros regularmente residentes en la región eran 377 241 con un incremento de 26 129 unidades respecto al año precedente. Los grupos étnicos más numerosos (más de 5000 habitantes) son:
| País                | Población 2009 (hab.) | Población 2008 (hab.) |
| ------------------- | --------------------- | --------------------- |
| Rumania             | 130.272               | 121.150               |
| Marruecos           | 62.366                | 58.811                |
| Albania             | 44.292                | 42.321                |
| China               | 12.542                | 11.422                |
| Perú                | 12.199                | 10.443                |
| Moldavia            | 8.415                 | 7.112                 |
| Macedonia del Norte | 7.715                 | 7.169                 |
| Ucrania             | 7.705                 | 6.795                 |
| Túnez               | 5.600                 | 5.435                 |
| Senegal             | 5.410                 | 5.071                 |

La capital es Turín, importante núcleo industrial de 908.700 habitantes. El área metropolitana de Turín creció rápidamente en los años cincuenta y en los sesenta debido a un incremento de inmigrantes de la Italia meridional, y hoy tiene una población de aproximadamente dos millones. Otras ciudades importantes son Novara (104 514), Alessandria (94 548), Asti (76 260), Moncalieri (58 078), Cuneo (55 521) y Collegno (50 162).

### Divisiones administrativas
El Piamonte se divide en una ciudad metropolitana y siete provincias:

| Provincia                         | Superficie (km²) | Habitantes | Densidad (hab./km²) |
| --------------------------------- | ---------------- | ---------- | ------------------- |
| Ciudad metropolitana de Turín     | 6.821            | 2.288.614  | 335,5               |
| Provincia de Alessandria          | 3.560            | 438.062    | 123,1               |
| Provincia de Asti                 | 1.504            | 219.629    | 146,0               |
| Provincia de Biella               | 913              | 187.090    | 204,9               |
| Provincia de Cuneo                | 6.903            | 584.467    | 84,7                |
| Provincia de Novara               | 1.339            | 365.156    | 272,7               |
| Provincia de Verbano-Cusio-Ossola | 2.255            | 162.618    | 72,1                |
| Provincia de Vercelli             | 2.088            | 179.164    | 85,8                |

### Política
En las elecciones generales italianas de 2008, el Piamonte dio el 46,8% de sus votos a la coalición de centro-derecha liderada por Silvio Berlusconi. El gobierno regional (Giunta Regionale) está presidido por el presidente de la Región (Presidente della Regione), que es elegido por un mandato de cinco años y está compuesto por el presidente y los Ministros, que actualmente son 14, incluyendo un Vicepresidente (Vice Presidente). En la elección regional de junio de 2014, Sergio Chiamparino (Partido Democrático) derrotó a Gilberto Pichetto Fratin (Forza Italia); en la elección regional de 2019, el ganador fue Alberto Cirio (Presidente).

## Economía

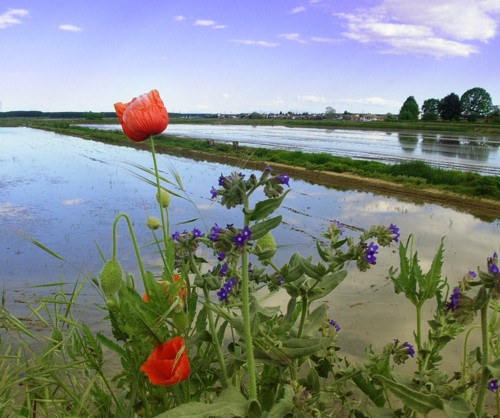
Arrozales entre Novara y Vercelli.

La llanura piamontesa es una fértil región agrícola. Los principales productos agrícolas en el Piamonte son cereales, incluyendo el arroz, que representa más del 10% de la producción nacional, maíz, patatas, hortalizas, remolacha azucarera, uvas para hacer vino en la zona de colinas, fruta, forraje y productos lácteos. Con más de 800.000 cabezas de ganado en el año 2000, la producción pecuaria significa la mitad de la producción agrícola final del Piamonte. Es una de las grandes regiones productoras de vino en Italia. Más de la mitad de sus 700 km² de viñedos están registradas con denominaciones de origen DOC. El ganado se concentra en bóvidos y cerdos.
La región del Piamonte es una región de baja natalidad con antigua tradición industrial. Su mano de obra está compuesta prevalentemente por inmigrantes vénetos y meridionales, y hoy incluso Europa del Este, y por mucho tiempo la industria ha sido el motor económico regional. Esta región es una de las más industrializadas de Italia, con grandes centros industriales, especialmente Turín, sede del grupo automovilístico Fiat S.p.A. y las actividades relacionadas del grupo. Biella produce tejidos y sedas. El municipio de Asti se encuentra 55 km al este de Turín, en la llanura del río Tanaro y es capital de Monferrato, uno de los más importantes distritos vinícolas del mundo. Alba es la sede de las fábricas de chocolate Ferrero (la región es la primera de Italia en la producción de chocolate) y algunas industrias mecánicas. Entre las regiones italianas, el Piamonte es la que más invierte en la industria electrónica, ligada a la Olivetti de Ivrea. También es de relieve el sector químico. En el sector terciario, asumen importancia la actividad bancaria y aseguradora, el comercio, la editorial y el turismo alpino y lacustre.
Hay enlaces con la vecina Francia a través de los túneles de Fréjus, Colle di Tenda y el paso de Montgenèvre, con Suiza por los pasos del Simplón y el Gran San Bernardo. Es posible llegar a Suiza a través de una carretera convencional, que cruza el Piamonte oriental empezando en Arona hasta Locarno, en la frontera con Italia. El aeropuerto de la región, Turín-Caselle, sirve para vuelos nacionales e internacionales.

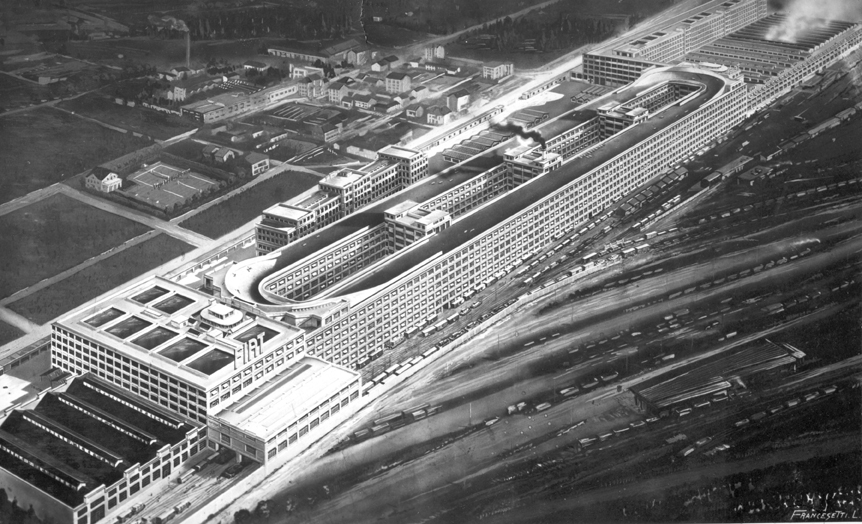
FIAT - Representación artística del Lingotto de 1928.

La región tiene la mayor red de autopistas entre las regiones italianas (alrededor de 800 km). Las rutas de autopista radian desde Turín, conectándola con las otras provincias de la región del Piamonte, así como las otras regiones en Italia. En 2001, el número de coches por cada 1000 habitantes era de 623, por encima de la media nacional (575). La industria del turismo en el Piamonte emplea a 75.534 personas y actualmente comprende 17.367 empresas que operan en el sector de la hostelería y restauración, con 1.473 hoteles y otras instalaciones turísticas. El sector genera un total de 2.671 millones de euros, 3,3% de los 80.196 millones que representa el total estimado de gasto en turismo en Italia. La región disfruta casi del mismo nivel de popularidad entre los italianos y los visitantes de otros países. En 2002 hubo un total de 2.651.068 de llegadas; los visitantes internacionales del Piamonte en 2002 supusieron el 42% del número total de turistas con 1 124 696 llegadas. Las zonas líderes tradicionales para el turismo en el Piamonte son el distrito de los Lagos, la "Riviera del Piamonte", que supone el 32,84% del total de las estancias nocturnas, y el área metropolitana de Turín que asciende al 26,51 %. En 2006 Turín alojó los XX Juegos Olímpicos de Invierno y en 2007 la XXIII Universiada. El turismo alpino tiende a concentrarse en unas pocas estaciones de esquí muy desarrolladas como Alagna Valsesia y Sestriere. Alrededor de 1980, el sendero de largo recorrido Gran Travesía de los Alpes ha sido creado para atraer más la atención de los visitantes a los valles más remotos y menos habitados.
De la población del Piamonte, más de la mitad vive en la Ciudad metropolitana de Turín, ciudad que surge en la confluencia de los ríos Po y Dora Riparia. La buena disponibilidad de agua ha favorecido el nacimiento en el pasado de las primeras industrias: de hecho los molinos, las ferrerías y los pequeños talleres artesanales funcionaron gracias a la fuerza motriz del agua.
Desde el año 2006, la región del Piamonte se ha beneficiado también del movimiento Slow Food y Terra Madre, acontecimientos que han subrayado el rico valor agrícola y viticultural del valle del Po y el norte de Italia. En el mismo año se fundó la Agencia del Piamonte para la Inversión, la Exportación y el Turismo, para fortalecer el papel internacional de la zona y su potencial. Fue la primera institución italiana que agrupó todas las actividades llevadas a cabo por organizaciones locales preexistentes que administraban la internacionalización del territorio.
A continuación la tabla que registra el PIB y el PIB per cápita del Piamonte en los años del 2000 al 2009:
|                                                    | 2000     | 2001      | 2002      | 2003      | 2004      | 2005      | 2006      | 2007     | 2008     | 2009                |
| -------------------------------------------------- | -------- | --------- | --------- | --------- | --------- | --------- | --------- | -------- | -------- | ------------------- |
| Producto Interior Bruto (Millones de euros)        | 98.634,4 | 102.179,7 | 105.206,1 | 108.715,1 | 113.270,7 | 114.993,2 | 118.753,5 | 125.022  | 126.856  | 130.000 (estima)    |
| PIB a los precios de mercado por habitante (Euros) | 23.360,9 | 24.233,9  | 24.916,8  | 25.575,2  | 26.340,8  | 26.520,6  | 27.316,6  | 28.209,6 | 28.619,1 | 29.269,9 (estimado) |

La siguiente tabla refleja el PIB, producido en el Piamonte a los precios usuales del mercado en el año 2006, expresado en millones de euros, subdividido por las principales actividades económicas:
| Actividad económica                                                                     | PIB producido | % sector del PIB regional | % sector sobre el PIB italiano |
| Agricultura, silvicultura, pesca                                                        | € 1.608,0     | 1,35%                     | 1,84%                          |
| Industria en sentido estricto                                                           | € 25.921,7    | 21,83%                    | 18,30%                         |
| Construcción                                                                            | € 5.405,1     | 4,55%                     | 5,41%                          |
| Comercio, reparaciones, hostelería y restauración, transportes y comunicaciones         | € 24.084,8    | 20,28%                    | 20,54%                         |
| Intermediación monetaria y financiera; actividad inmobiliaria y emprendedora            | € 29.735,6    | 25,04%                    | 24,17%                         |
| Otras actividades de servicios                                                          | € 19.355,6    | 16,30%                    | 18,97%                         |
| IVA, impuestos indirectos netos sobre los productos e impuestos sobre las importaciones | € 12.642,7    | 10,65%                    | 10,76%                         |
| PIB piamontés a los precios de mercado                                                  | € 118.753,57  |                           |                                |

## Cultura

### Idiomas

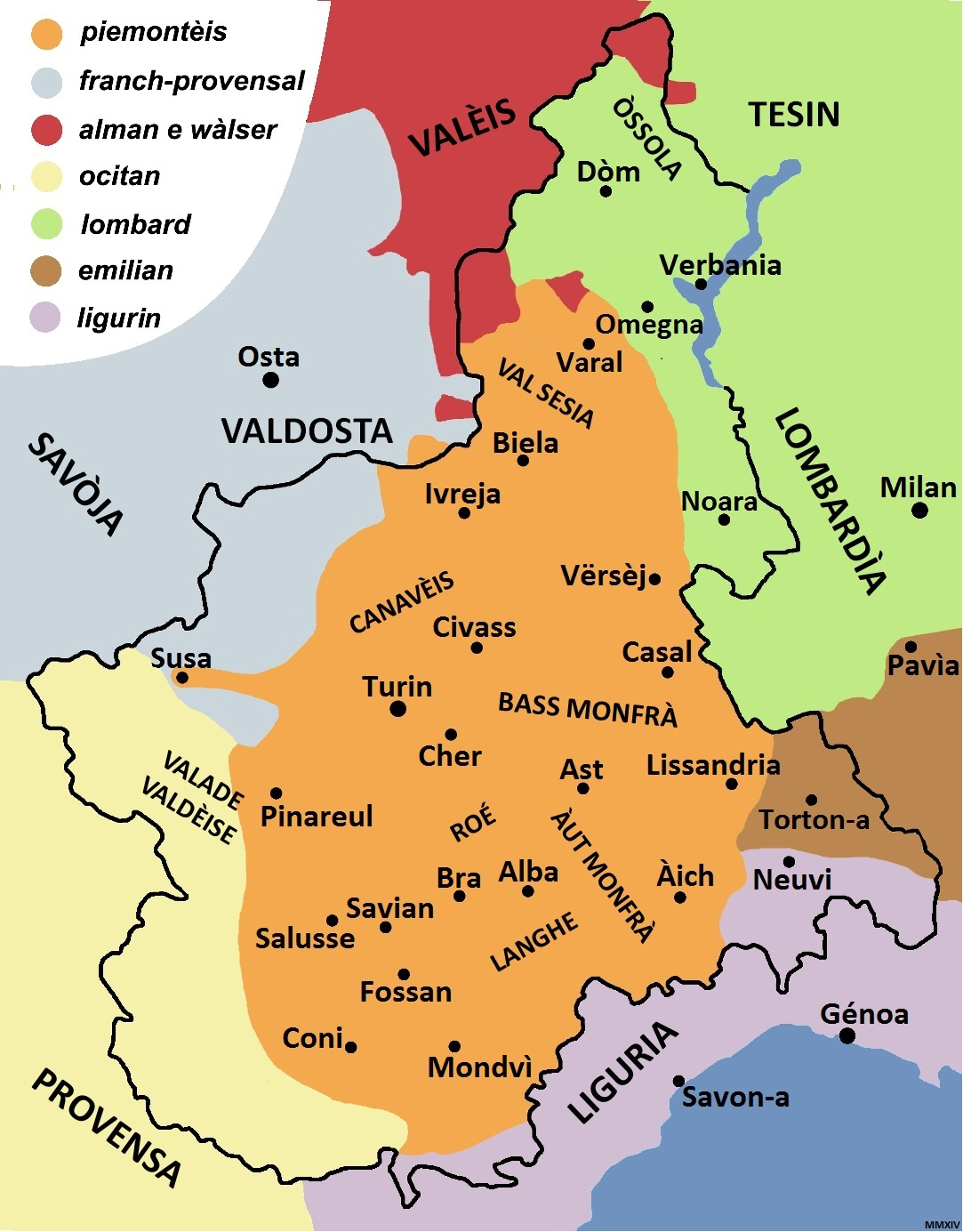
Mapa lingüístico de la lengua piamontesa, en piamontés.

Aparte del italiano, que es la lengua más difundida entre la población, en el territorio piamontés se reconocen por la Región con la ley regional de 9 de abril de 1990 cinco lenguas históricas del Piamonte:
- El piamontés, lengua con más de dos millones de hablantes. Era la lengua primaria de los emigrantes que dejaron el Piamonte, en el período 1850-1950, hacia países como Francia, Argentina, Perú, Uruguay y Chile;
- También se habla occitano por una minoría en los "valles occitanos" de Cuneo, Val Chisone, Germanasca y Alta Val Susa;
- El Idioma franco-provenzal se habla también por otra minoría en las alturas alpinas de la Ciudad metropolitana de Turín, en Val Susa media y baja, en Val Sangone y Val di Lanzo;
- El francés que se habla principalmente en Alta Val Susa y Val Pellice, y
- El walser, que se habla en el norte, en los límites con Suiza y con el Valle de Aosta.

Estos idiomas se han revalorizado a través de proyectos de los entes públicos, asociaciones y grupos folclóricos. El occitano, el francoprovenzal, el francés y el walser están reconocidos como lenguas minoritarias piamontesas y tuteladas por la ley 482/98.
En una buena parte de las provincias de Novara y de Verbano-Cusio-Ossola, además de en la zona del Tortonese (Alessandria) se hablan dialectos del lombardo occidental. Esto se debe a la larga dominación del Ducado de Milán sobre aquellas tierras.

### Educación
La economía del Piamonte está basada en una rica historia de apoyo estatal a la excelencia en la educación superior, incluyendo algunas de las mejores universidades en Italia. El valle del Piamonte es la sede de la famosa Universidad de Turín, el Politécnico de Turín y, más recientemente, la Universidad de Piamonte oriental (Università degli Studi del Piemonte Orientale "Amedeo Avogadro"). La Universidad de las Ciencias Gastronómicas (Università di Scienze Gastronomiche), fundada en Pollenzo en 2003, es la primera universidad del mundo en su género y la idea surgió de Carlo Petrini, el creador de Slow Food.

### Arte
En el Piamonte se encuentran tres sitios inscritos por la Unesco en la lista de Patrimonio de la Humanidad. Se trata de las Residencias Sabaudas, incluidas en el año 1997, del sitio Sacri Monti de Piamonte y de Lombardía, incluido en la Lista de Patrimonio Mundial en 2003, y la célebre zona vitivinícola de Langhe-Monferrato-Roero, incluida en 2014.

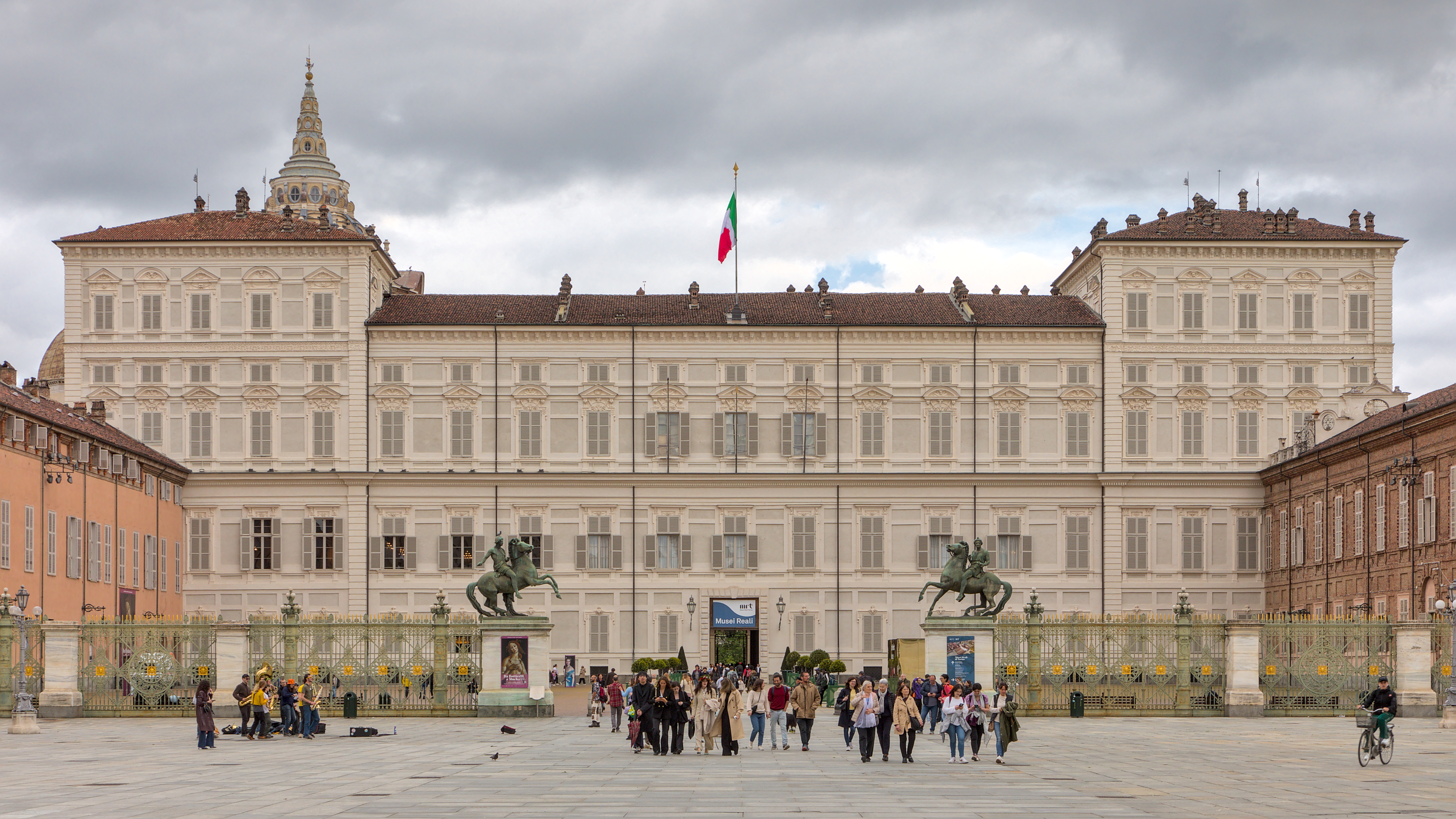
Palacio Real de Turín
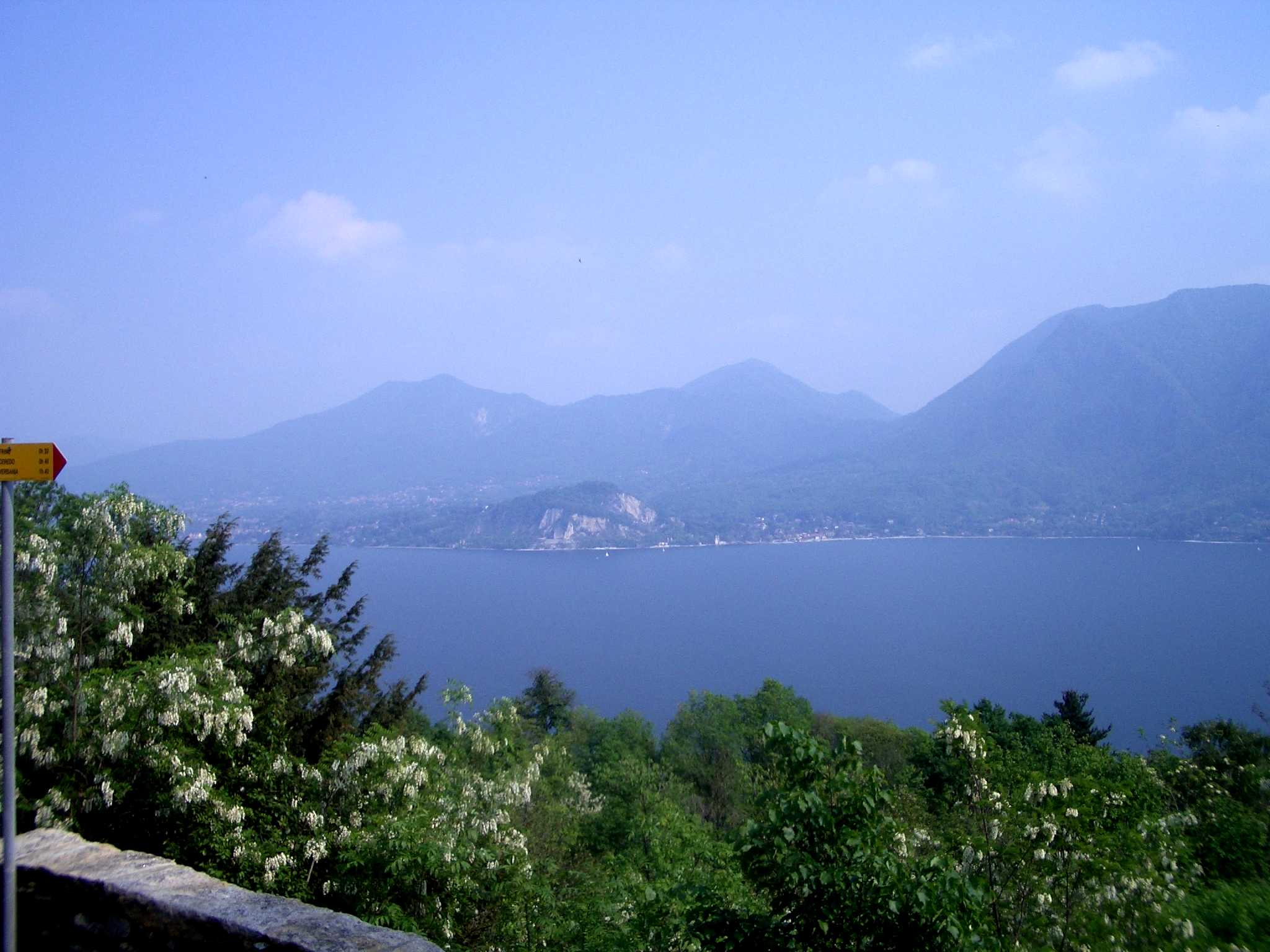
Sacro Monte di Ghiffa
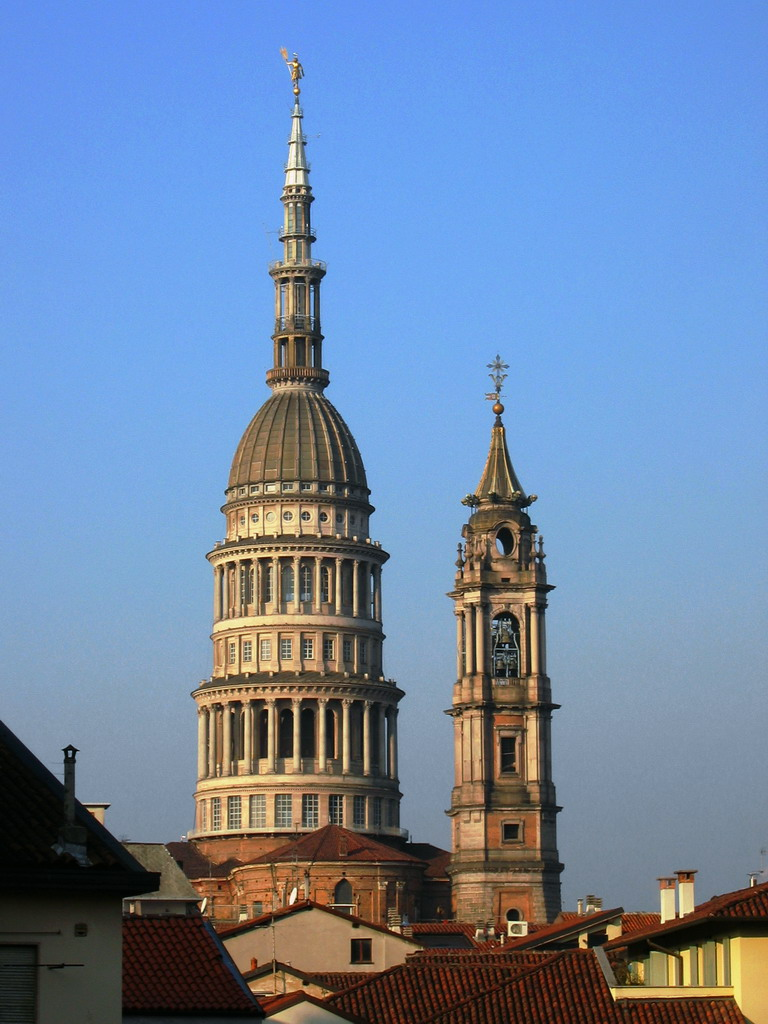
Basílica de San Gaudenzio en Novara
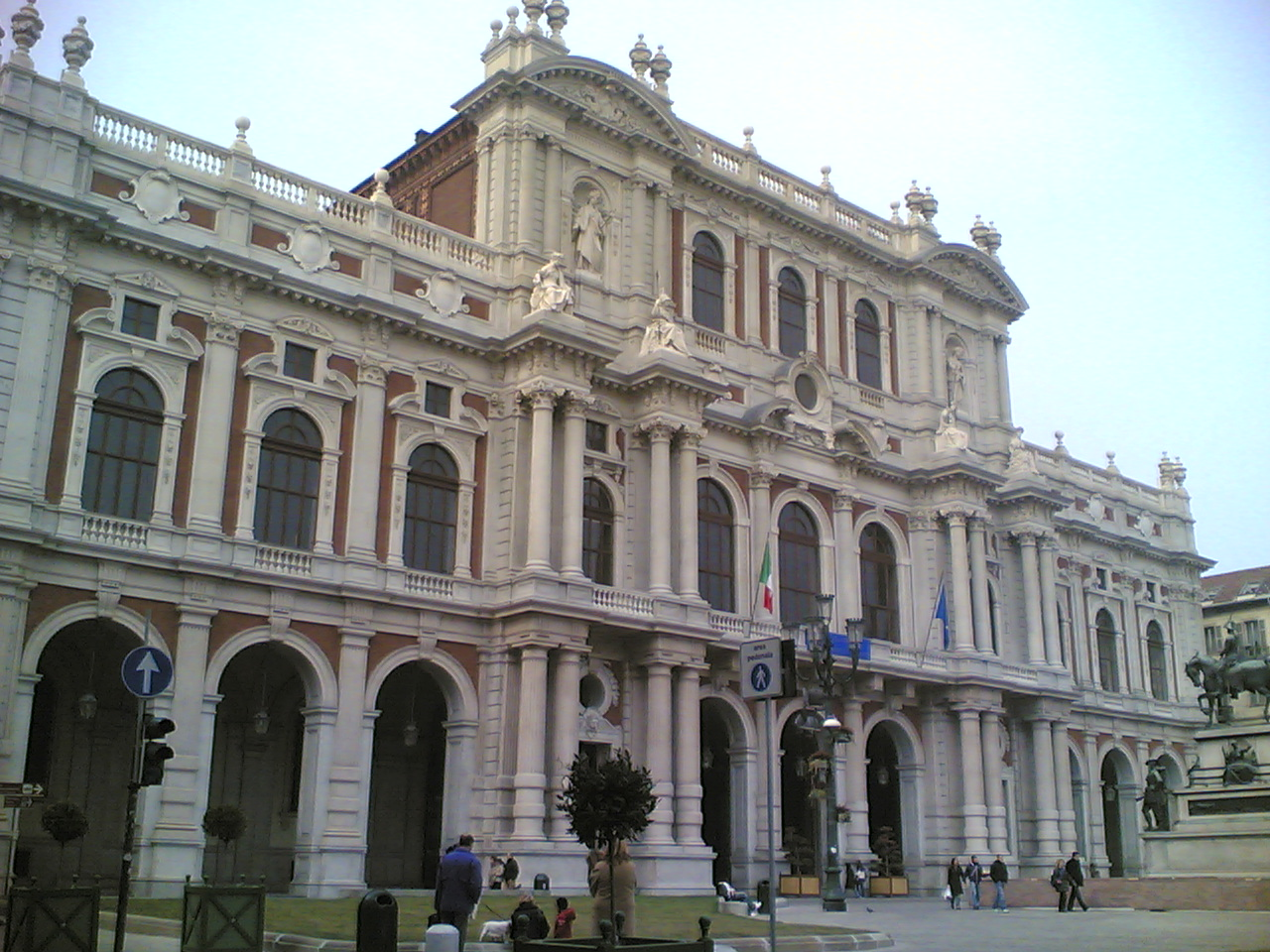
Palacio Carignano
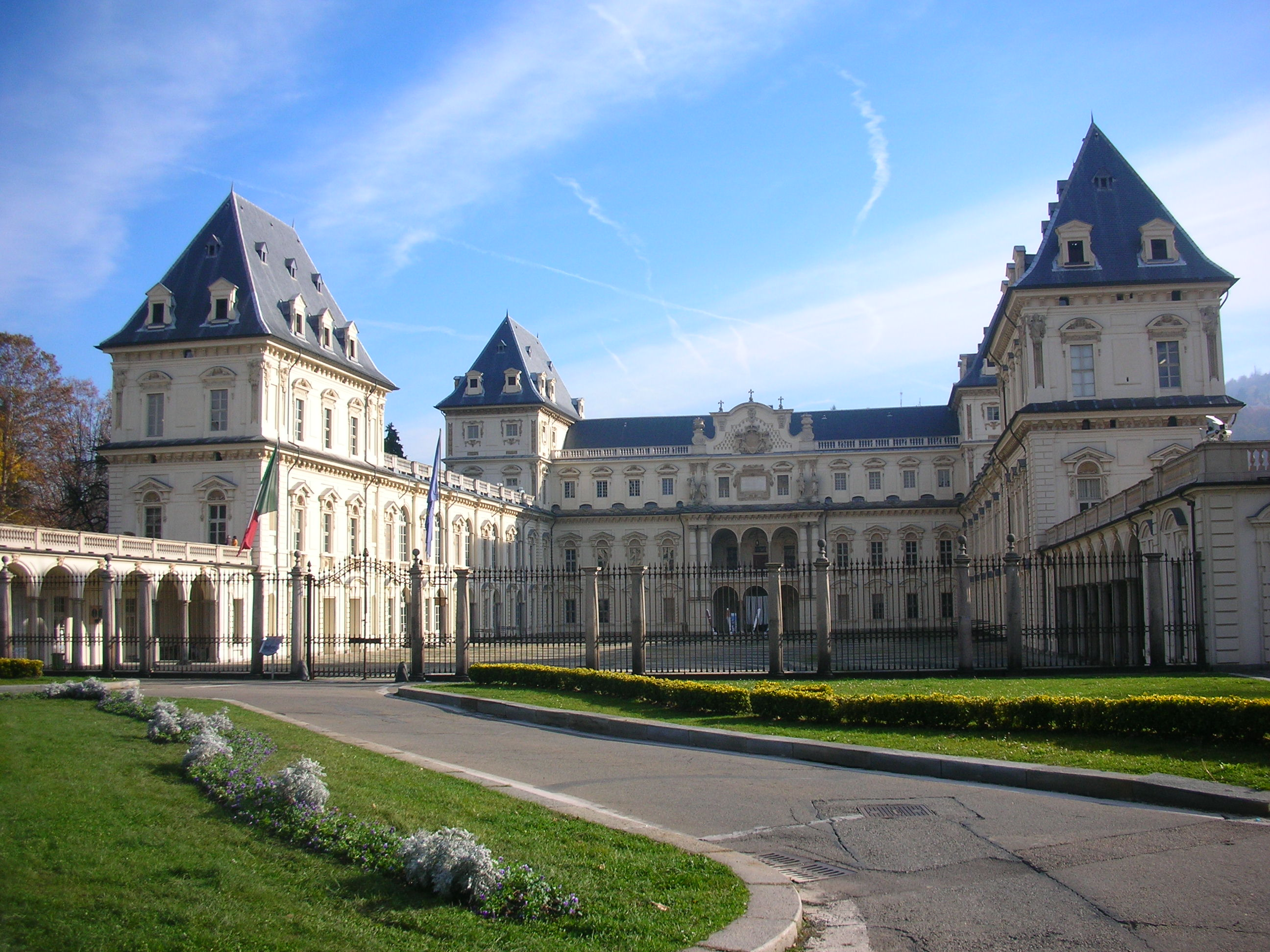
Castillo del Valentino
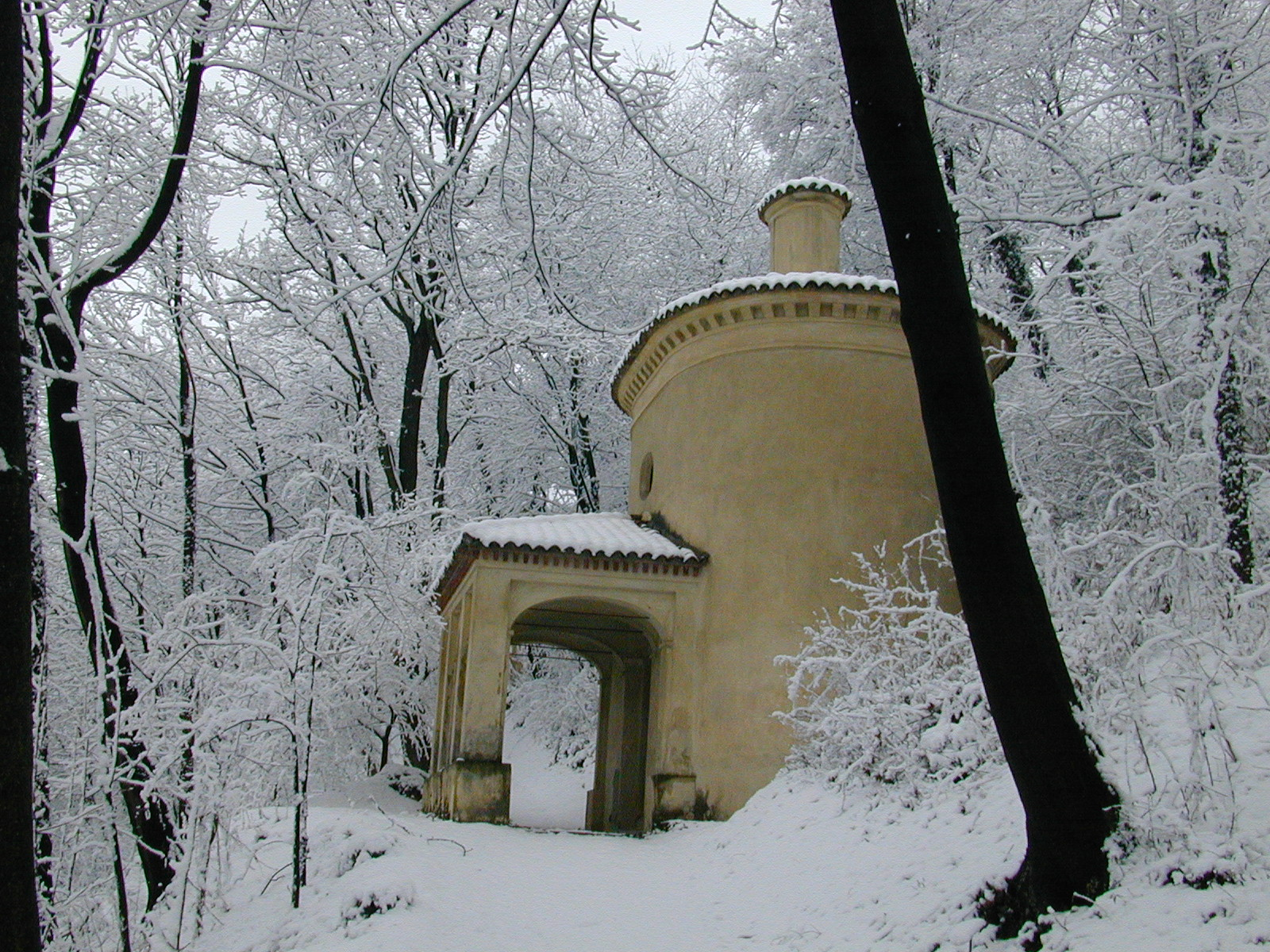
Sacro Monte di Crea
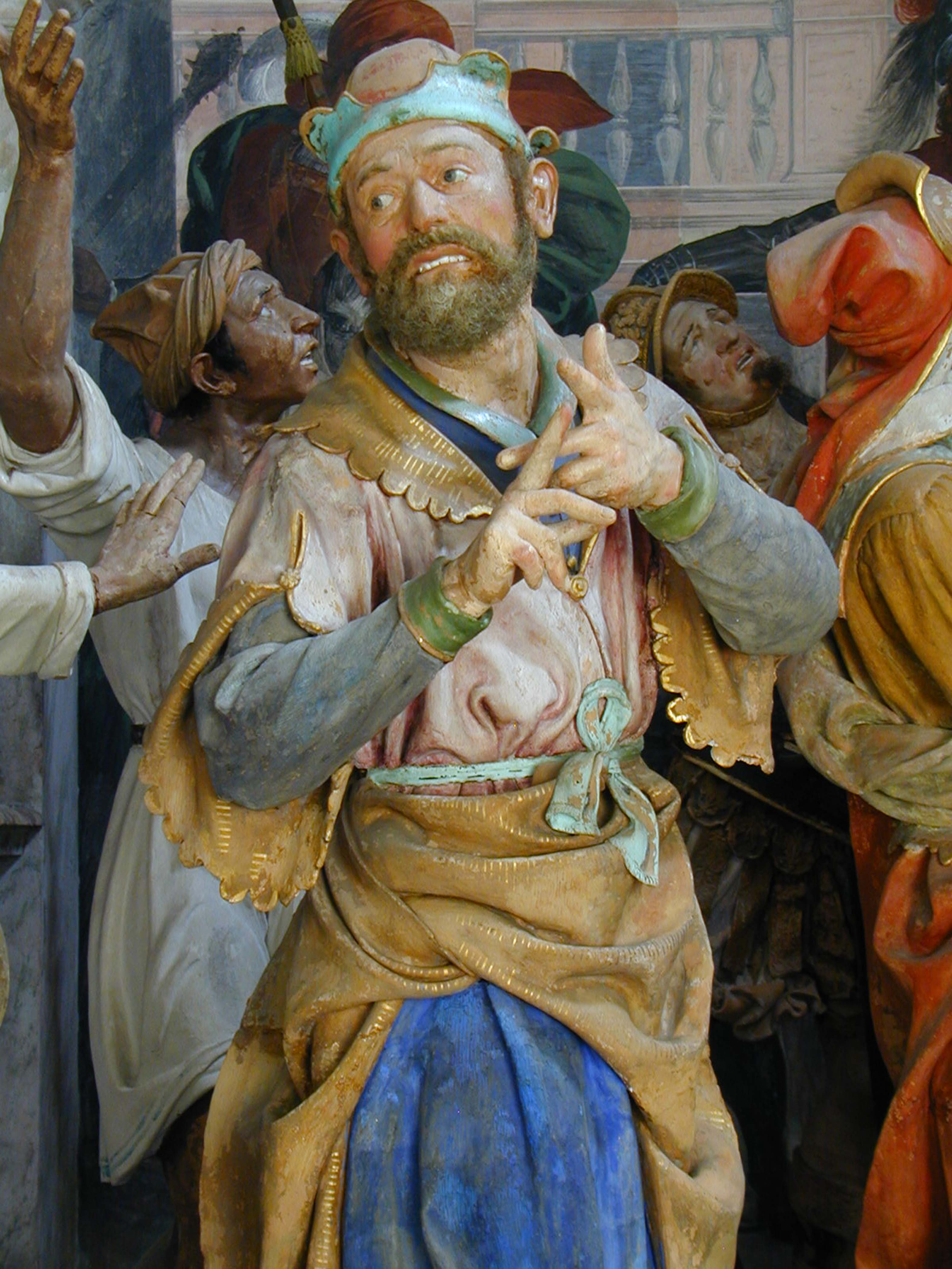
Sacro Monte di Varallo Capilla XXXIII. Giovanni d’Enrico, Ecce Homo, 1608-9
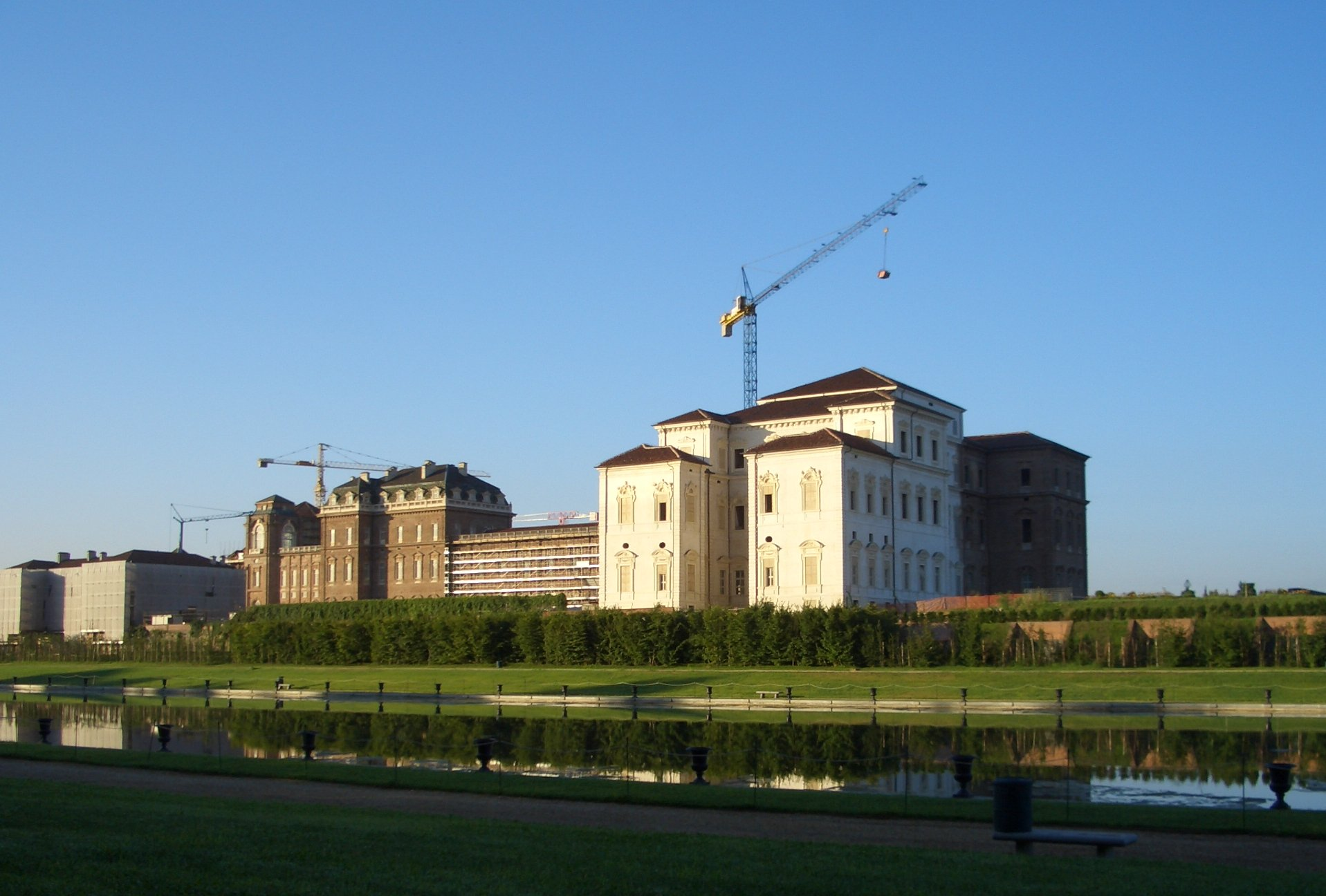
Castillo de Venaria

### Gastronomía

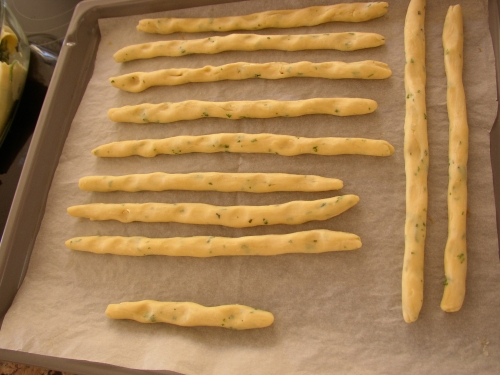
Los grissini.

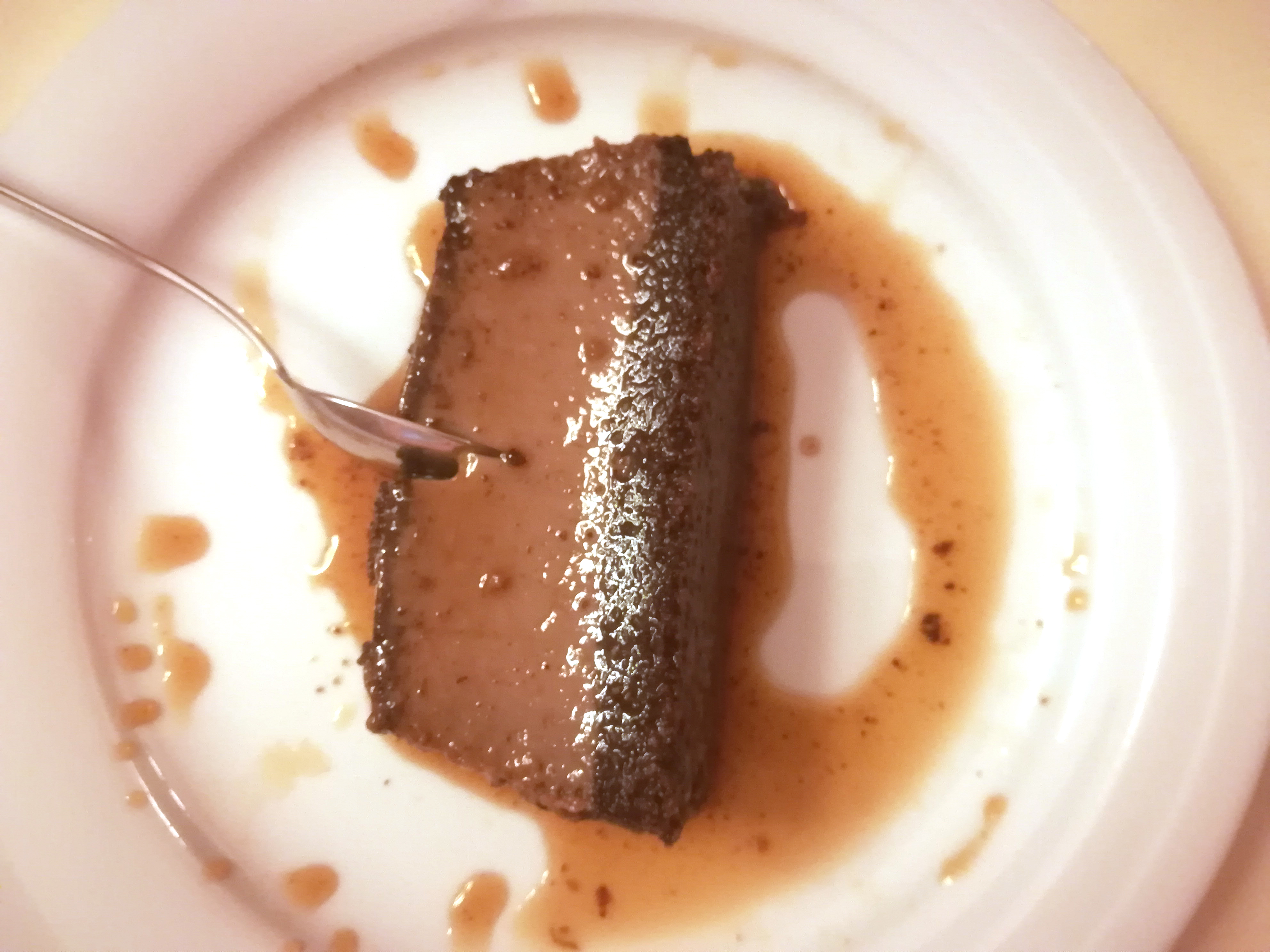
El bonet tradicional piamontés.

Los mejores vinos del noroeste de Italia se elaboran en el Piamonte: el Barolo, que se hace con la uva autóctona nebbiolo; el Barbaresco, de Langhe, cerca de Alba; el Moscato d'Asti, un buen aperitivo que se elabora con la uva moscatel (así como el espumoso Asti Spumante) de los viñedos alrededor de Asti; y el Barbera d’Alba, que se hace con la uva autóctona barbera. Otras variedades indígenas de uva son la nebbiolo, dolcetto, freisa, grignolino y brachetto.
El ministerio de las políticas agrícolas, alimentarias y forestales, en colaboración con la región del Piamonte, ha reconocido 371 productos piamonteses como "tradicionales". La región es la segunda en número a este respecto, superada solo por la Toscana. Entre las diversas especialidades, el Piamonte es conocido en el mundo sobre todo por algunos de sus platos típicos, como:
- La bagna cauda (en piamontés, Bagna càuda)
- Tajarin (tagliatelle sottili)
- Agnolòt
- Plin[13] (Piccoli agnolotti "pizzicati" a mano)
- Bonet
- Brasà
- Fricieuj ëd pom (frittelle di mela)
- Polenta con salchicha (salsicha)
- Fritto misto alla piemontese
- Ghërsin (Grissini rubatà)
- Vitel toné
- Frangelico

### Deporte
Los principales equipos de fútbol de Piamonte son la Juventus y el Torino, que se enfrentan en el Derbi de Turín. La Juventus lidera el historial de la Serie A de Italia con 36 títulos y la Copa Italia con 15, a la vez que ganó dos veces la Liga de Campeones de la UEFA. La Juventus es uno de los equipos más populares del país, aunque el Torino tiene más seguidores en Turín. El Novara también ha jugado en la Serie A en la década de 2010.
Por su parte, los dos equipos profesionales de baloncesto de la región son el Biella y el Junior Casale.

### Personajes famosos
En el Piamonte nacieron, entre otros, Camillo Cavour, Umberto Eco, Juan Bosco, Santiago Alberione, Gianni Agnelli, Ludovico Einaudi y Rosa Chemical